# Gadomus pepperi
Gadomus pepperi és una espècie de peix de la família dels macrúrids i de l'ordre dels gadiformes.

## Morfologia
- Els mascles poden assolir 38 cm de llargària total.[4][5]

## Hàbitat
És un peix d'aigües profundes que viu entre 817-1500 m de fondària.

## Distribució geogràfica
Es troba al sud d'Austràlia (entre Austràlia Occidental i Nova Gal·les del Sud i Queensland).